# تویودا گوسی ترفورزا
تویودا گوسی ترفورزا (انگلیسی: Toyoda Gosei Trefuerza) تیم والیبال مردان مستقر در نیشیکاسوگای منطقه آیچی ژاپن است. این تیم در وی لیگ حضور دارد.